# Tito Karnavian
Muhammad Tito Karnavian, né le 26 octobre 1964 à Palembang (Sumatra du Sud), est un homme politique indonésien. Général de police à la retraite depuis 2019, il est l'actuel ministre de l'Intérieur.

## Parcours
Il est diplômé de l'Académie nationale de police en 1987, et poursuit ses études par un master de police studies à l'université d'Exeter (Royaume-Uni) grâce à une bourse d'études, et par un doctorat de la S. Rajaratnam School of International Studies (en) (Singapour) qu'il obtient en 2013 grâce une thèse sur le terrorisme et la radicalisation islamistes.
Général de police, il est brièvement Chef de l'Agence nationale de lutte contre le terrorisme (en) en 2016, avant de devenir rapidement chef de la police nationale indonésienne. Il occupe ce poste du 13 juillet 2016 au 23 octobre 2019, après avoir été nommé en remplacement de Badrodin Haiti sur proposition du président indonésien, Joko Widodo, avec la confirmation à l'unanimité du Conseil représentatif du peuple,.

Après l'élection présidentielle de 2019, il est nommé ministre de l'Intérieur au sein du Cabinet Indonésie En avant,. Peu de temps après son entrée en fonction, il confirme la scission prochaine de l'actuelle province de Papouasie pour former une nouvelle province, la Papouasie du Sud. Une autre scission de cette province est à l'étude et pourrait donner une nouvelle province, les Montagnes centrales de Papouasie. 

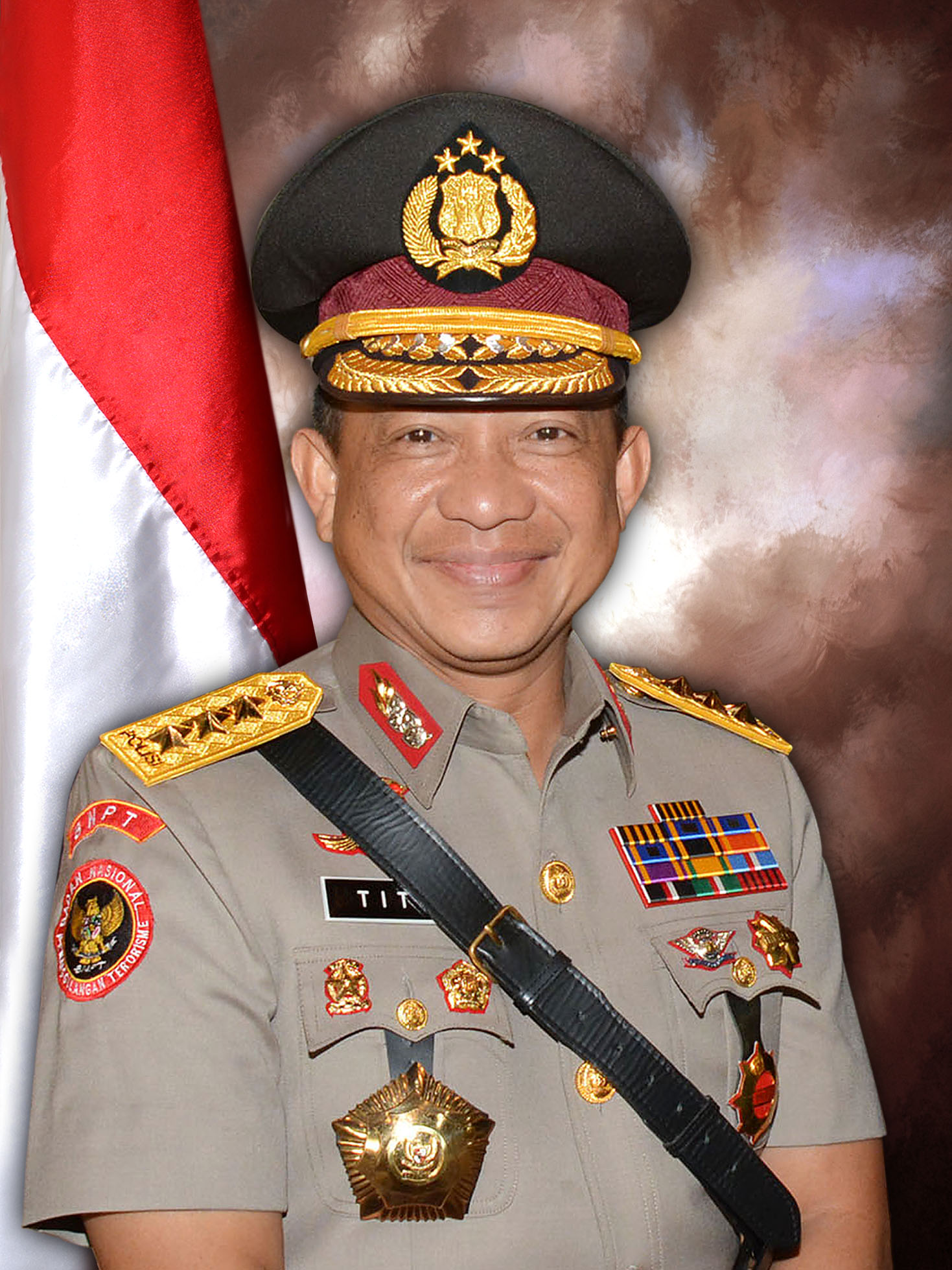
Karnavian en tant que chef de l'Agence nationale de lutte contre le terrorisme
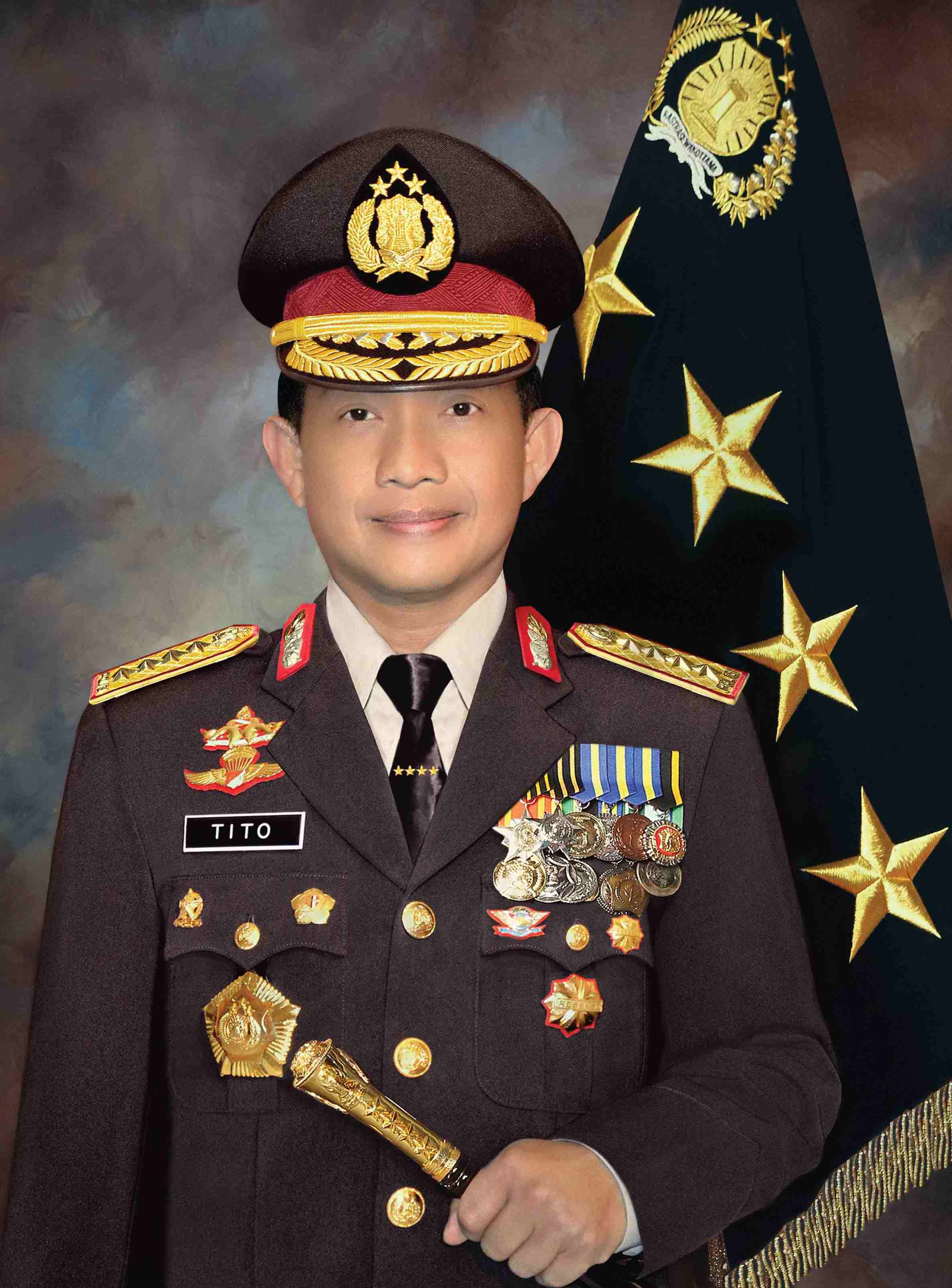
Karnavian en tant que chef de la police nationale d'Indonésie